# Fiske för alla
Fiske för alla är en tidning om fiske med redaktion i Stockholm som givits ut sedan 1988.

### Fotnoter
1. ↑  Fiske för alla: Redaktionen Arkiverad 30 juni 2013 hämtat från the Wayback Machine.
2. 1 2 3  Fiske för alla, Libris 4108888
3. ↑  Orvesto Konsument 2012 helår Arkiverad 30 juni 2013 hämtat från the Wayback Machine.